# Scatopsciara subvivida
Scatopsciara subvivida är en tvåvingeart som beskrevs av Laurence 1994. Scatopsciara subvivida ingår i släktet Scatopsciara och familjen sorgmyggor. Inga underarter finns listade i Catalogue of Life.